# Silvestro Chiesa
Pour les articles homonymes, voir Chiesa.
Silvestro Chiesa (né en 1623 à Gênes en Ligurie et mort en 1657 dans cette même ville) est un peintre italien baroque de l'école génoise au XVIIe siècle.

## Biographie
Sivestro Chiesa, a été un élève de Luciano Borzone et est mort de la peste en 1657.

## Œuvres

## Sources
- (en) Cet article est partiellement ou en totalité issu de l’article de Wikipédia en anglais intitulé « Silvestro Chiesa » (voir la liste des auteurs).